# Elena Maria Barbara
Pour les articles homonymes, voir Luciana.
Le Elena Maria Barbara  est une réplique de goélette à hunier du XVIIIe siècle. Sa coque et pont sont en chêne. Son port d'attache actuel est Cardiff au Royaume-Uni.

## Histoire
Ce bateau a été construit au chantier naval Grumant et Askold à Petrozavodsk sur le Lac Onega en Russie. Il a été lancé le 16 juillet 1995. C'est la réplique de Elena de la flotte de Pierre Le Grand, construite pour la célébration du tri-centenaire de la ville de Saint-Petersbourg. Les autres portaient les noms de : Volchitsa (1992), Sadko (1993), Anna (1994) (rebaptisé Pandora) et Alevtina y Tuy (1995), son sister-ship rebaptisé Pickle.
Il avait comme Saint-Petersbourg en Russie comme port d'attache.
Il a participé à Brest 2004 avec son sister-ship l'Alevtina y Tuy.
Ayant subi un mauvais entretien et changé plusieurs fois de propriétaire, il a été restauré avec la spécification actuelle. Il a été relancé à Cardiff par les nouveaux propriétaires britanniques en 2013.

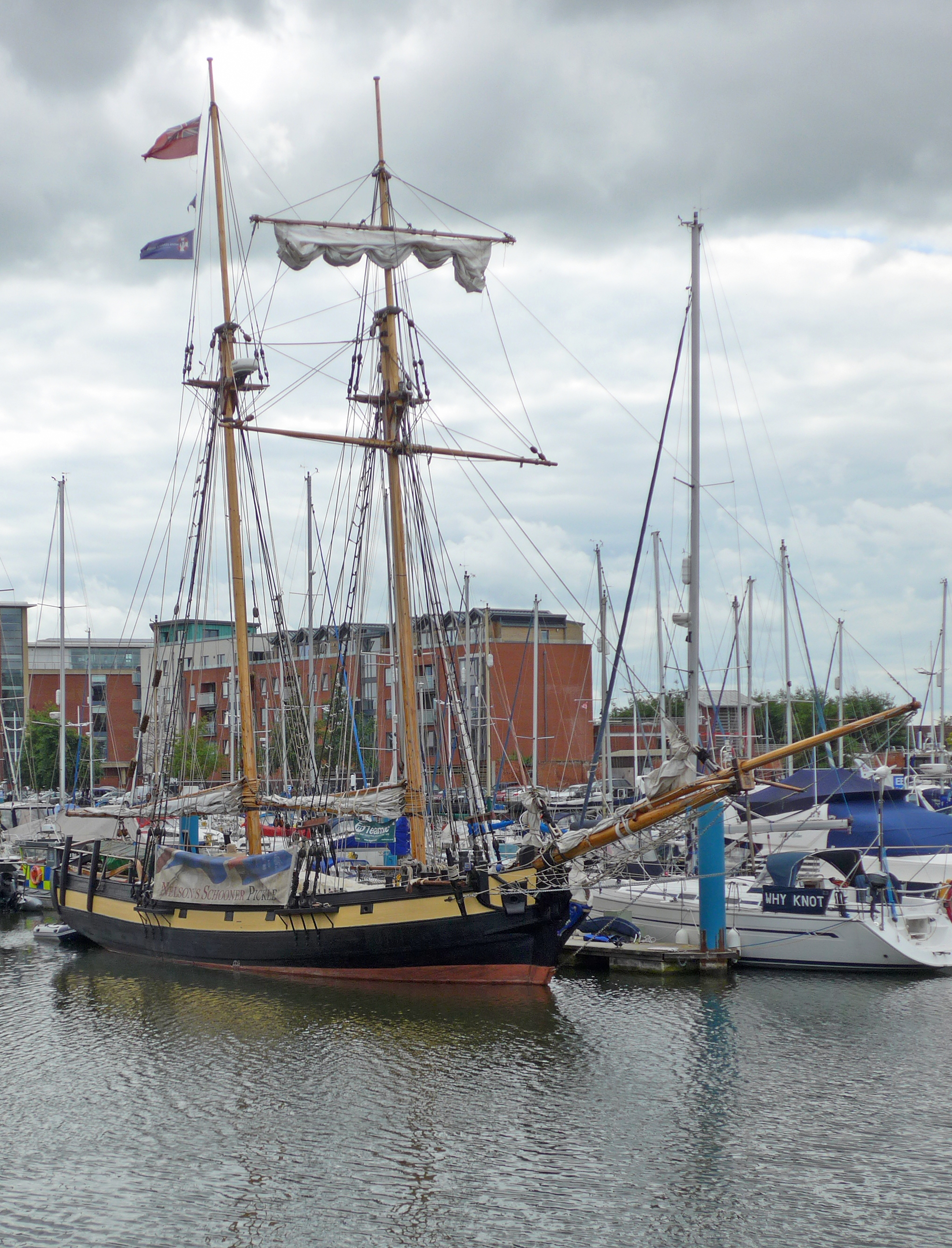
Le Pickle, sister ship du Elena Maria Barbara